# Lobby sionista
O lobby sionista ou lobby pró-Israel reúne grupos, organizações e indivíduos que influenciam os governos de países ocidentais no sentido de apoiar os objetivos do sionismo  ou nacionalismo  judaico, em todo o mundo, mas especialmente na sustentação do Estado de Israel. O lobby é particularmente poderoso nos EUA e na Grã-Bretanha, como aponta o livro The Israel Lobby and the U.S. Foreign Policy ("O lobby pró-Israel e a política externa dos EUA"), de autoria dos professores norte-americanos John Mearsheimer (Universidade de Chicago) e Stephen Walt (Harvard). Nos EUA, a principal organização do lobby sionista é o AIPAC - American Israel Public Affairs Commitee ("Comitê de Assuntos Públicos EUA-Israel"), fundado na década de 1950 e com mais de cem mil membros ativos, é dos mais poderosos grupos de pressão norte-americanos. Embora às vezes autodescrito, o uso do termo é visto como impreciso,[carece de fontes?] e, particularmente quando usado para alegar influência judaica desproporcional, pode ser percebido como pejorativo ou pode constituir antissemitismo.

## História

### Século 19
A crença cristã no regresso dos judeus à Terra Santa tem raízes nos Estados Unidos, que antecedem tanto o estabelecimento do movimento sionista como o estabelecimento de Israel. O lobby por parte destes grupos, para influenciar o governo dos EUA de forma semelhante à ideologia sionista, remonta pelo menos ao século XIX. Em 1844, o restauracionista cristão George Bush, professor de hebraico na Universidade de Nova Iorque e parente distante da família política Bush, publicou um livro intitulado The Valley of Vision; ou, Os Ossos Secos de Israel Revividos.  Nele ele denunciou "a escravidão e a opressão que por tanto tempo os reduziu (os judeus) ao pó", e apelou à "elevação" dos judeus "a uma posição de reputação honrosa entre as nações da terra" por restaurar os judeus na terra de Israel, onde a maior parte seria convertida ao cristianismo.  Isto, segundo Bush, beneficiaria não só os judeus, mas toda a humanidade, formando um "elo de comunicação" entre a humanidade e Deus. "Vai brilhar em notoriedade ...". "Isso fará uma esplêndida demonstração da verdade sobre todas as raças e línguas."  O livro vendeu cerca de um milhão de cópias no período anterior à guerra.  O Blackstone Memorial de 1891 também foi um significativo esforço de petição restauracionista cristão, liderado por William Eugene Blackstone, para persuadir o presidente Benjamin Harrison a pressionar o sultão otomano para a entrega da Palestina aos judeus. 

### Século 20
A partir de 1914, o envolvimento de Louis Brandeis e do seu tipo de sionismo americano fez do sionismo judaico uma força na cena americana pela primeira vez; sob sua liderança, aumentou dez vezes, para cerca de 200.000.  Como presidente do Comité Executivo Provisório Americano para Assuntos Sionistas Gerais, Brandeis angariou milhões de dólares para aliviar o sofrimento judaico na Europa devastada pela guerra e, a partir desse momento, "tornou-se o centro financeiro do movimento sionista mundial".  A Declaração Balfour britânica também promoveu o movimento sionista e deu-lhe legitimidade oficial. O Congresso dos EUA aprovou a primeira resolução conjunta declarando o seu apoio a uma pátria na Palestina para o povo judeu em 21 de setembro de 1922.  No mesmo dia, o Mandato da Palestina foi aprovado pelo Conselho da Liga das Nações.
O lobby sionista nos Estados Unidos ajudou a criação do Estado de Israel em 1947-48. A preparação e votação do Plano de Partição das Nações Unidas para a Palestina , que precedeu a Declaração de Independência de Israel, foi recebida com uma onda de apoio e defesa dos judeus americanos em Washington, DC.  O presidente Truman observou mais tarde: "Os fatos são que não apenas houve movimentos de pressão em torno das Nações Unidas, diferentes de tudo o que havia sido visto antes, mas que a Casa Branca também foi submetida a um ataque constante. Não sei. Acho que já tive tanta pressão e propaganda dirigida à Casa Branca como tive neste caso. A persistência de alguns dos líderes sionistas extremistas - movidos por motivos políticos e envolvidos em ameaças políticas - perturbou-me e irritou-me." 
Na década de 1950, o Comitê Sionista Americano para Assuntos Públicos foi criado por Isaiah L. "Si" Kenen . Durante a administração Eisenhower, as preocupações de Israel não estavam em primeiro plano. Outros problemas no Médio Oriente e na União Soviética eram fundamentais e os apoiantes norte-americanos de Israel não eram tão ativos como antes. O Conselho Sionista Americano formou um comitê de lobby pró-Israel para combater os rumores de que a administração Eisenhower iria investigar o Conselho Sionista Americano. O comitê executivo da  Conselho Sionista Americano decidiu mudar seu nome de Comitê Sionista Americano para Assuntos Públicos para Comitê Americano de Assuntos Públicos de Israel. 
A relação entre Israel e o governo dos EUA começou com um forte apoio popular a Israel e reservas governamentais sobre a sabedoria de criar um Estado judeu; as relações formais intergovernamentais permaneceram frias até 1967.  Antes de 1967, o governo dos Estados Unidos fornecia alguma ajuda, mas era geralmente neutro em relação a Israel.  Em cada ano entre 1976 e 2004, contudo, Israel recebeu a assistência externa mais direta dos EUA de qualquer nação, aproximadamente 0,1% do orçamento anual de 3 biliões de dólares dos EUA.  
Século XXI
O Comitê Americano de Assuntos Públicos de Israel.  “tornou-se num movimento popular nacional de 100.000 membros” e afirma, no seu website, que é o “lobby pró-Israel” da América. 

## Estrutura
O lobby pró-Israel é composto por componentes formais e informais.

### Lobby informal
O apoio a Israel é forte entre os cristãos americanos de muitas denominações.  O apoio cristão informal a Israel inclui uma ampla gama de variedades de apoio a Israel, desde a programação e cobertura noticiosa na Christian Broadcasting Network e na Christian Television Network até ao apoio mais informal do Dia anual de Oração pela Paz de Jerusalém. 

O lobby informal também inclui as atividades de grupos judaicos. Alguns estudiosos veem o lobby judaico em nome de Israel como um dos muitos exemplos de um grupo étnico dos EUA fazendo lobby em nome de uma pátria étnica,  que teve um certo grau de sucesso em grande parte porque Israel é fortemente apoiado por um grupo muito maior e mais movimento cristão influente que compartilha seus objetivos.  Em um artigo de 2006 na London Review of Books, os professores John Mearsheimer e Stephen Walt escreveram:
Nas suas operações básicas, o Lobby de Israel não é diferente do lobby agrícola, dos sindicatos dos trabalhadores siderúrgicos ou têxteis, ou de outros lobbies étnicos. Não há nada de impróprio no facto de os judeus americanos e os seus aliados cristãos tentarem influenciar a política dos EUA: as actividades do Lobby não são uma conspiração do tipo descrito em folhetos como os Protocolos dos Sábios de Sião. Na maior parte dos casos, os indivíduos e grupos que o compõem apenas fazem o que outros grupos de interesses especiais fazem, mas fazem-no muito melhor. Em contraste, os grupos de interesse pró-árabes, na medida em que existem, são fracos, o que torna a tarefa do Lobby Israelita ainda mais fácil. 
O autor Mitchell Bard definiu o "lobby informal" judaico em 2009 como o meio indireto através do qual "o comportamento eleitoral dos judeus e a opinião pública americana" influenciam a "política dos EUA para o Oriente Médio".   Bard descreveu a motivação subjacente ao lobby informal da seguinte forma:
Os judeus americanos reconhecem a importância do apoio a Israel devido às terríveis consequências que poderiam advir da alternativa. Apesar de Israel ser frequentemente referido como o quarto país mais poderoso do mundo, a ameaça percebida a Israel não é a derrota militar, é a aniquilação. Ao mesmo tempo, os judeus americanos têm medo do que poderá acontecer nos Estados Unidos se não tiverem poder político. 

### Lobby formal
A componente formal do lobby de Israel consiste em grupos de lobby organizados, comitês de ação política (CAPs), grupos de reflexão e grupos de vigilância dos meios de comunicação social . OpenSecrets , que rastreia todos os lobbies e CAPs, descreve o "antecedentes" daqueles "pró-Israel" como: "Uma rede nacional de comitês de ação política locais, geralmente nomeados de acordo com a região de onde vêm seus doadores, fornece grande parte dos pró-Israel dinheiro na política dos EUA . Fundos adicionais também vêm de indivíduos que agrupam contribuições para candidatos favorecidos pelos PACs. O objetivo unificado dos doadores é construir relações mais fortes entre Israel e os Estados Unidos e apoiar Israel em suas negociações e conflitos armados com seus vizinhos árabes." 
De acordo com Mitchell Bard, existem três grupos de lobby formais principais:   
- Cristãos Unidos por Israel, o "maior" lobby pró-Israel dos EUA.
- O Comitê Americano de Assuntos Públicos de Israel (AIPAC), que faz lobby diretamente no Congresso dos Estados Unidos
- A Conferência dos Presidentes das Principais Organizações Judaicas Americanas que "é o principal contato entre a comunidade judaica e o poder executivo" do governo dos EUA. [22] [23]

Os Cristãos Unidos por Israel dão a "todos os cristãos pró-Israel e às igrejas cristãs a oportunidade de se levantarem e falarem por Israel". Segundo o fundador e chefe do grupo, pastor John Hagee, os membros “pedem à liderança do nosso governo que pare de pressionar Israel para dividir Jerusalém e a terra de Israel”.  Em seu livro de 2006, A Restauração de Israel: Sionismo Cristão na Religião, Literatura e Política, o sociólogo Gerhard Falk descreve os grupos cristãos evangélicos que fazem lobby em nome de Israel como sendo tão numerosos que "não é possível listá-los todos", embora muitos estão ligados através da Associação Nacional de Evangélicos. É um “poderoso lobby religioso” que apoia ativamente Israel em Washington. 
De acordo com a autora de Kingdom Coming: The Rise of Christian Nationalism (O Reino a Caminho: A ascensão do nacionalismo cristão), Michelle Goldberg , "os cristãos evangélicos têm influência substancial na política dos EUA para o Oriente Médio, mais do que alguns nomes mais conhecidos, como AIPAC (Comitê Americano de Assuntos Públicos de Israel)." 
De acordo com Mitchell Bard, os dois grupos judaicos pretendem apresentar aos decisores políticos mensagens unificadas e representativas através da agregação e filtragem da diversidade de opiniões defendidas por pequenos grupos de lobby pró-Israel e pela comunidade judaica americana em geral.  O espectro diversificado de opiniões defendidas pelos judeus americanos reflecte-se em muitos grupos formais pró-Israel e, como tal, alguns analistas fazem uma distinção dentro do lobby israelita entre grupos de tendência de direita e grupos de tendência de esquerda. 
Esta diversidade tornou-se mais pronunciada após a aceitação por Israel dos Acordos de Oslo, que dividiram os "universalistas liberais" e os "sionistas radicais - a comunidade ortodoxa e os judeus de direita". Esta divisão refletiu uma divisão semelhante a favor e contra o processo de Oslo em Israel, e levou a uma divisão paralela dentro do lobby pró-Israel.   
Durante a campanha eleitoral de 2008, Barack Obama notou implicitamente diferenças dentro do lobby em seu comentário de que "há uma tensão dentro da comunidade pró-Israel que diz, 'a menos que você adote uma abordagem pró-Likud inabalável em relação a Israel, que você é anti-Israel', e isso não pode ser a medida da nossa amizade com Israel." A Revista Commentary, observa: "Foi uma escolha estranha de palavras - o Likud não é o partido que governa Israel há mais de três anos - mas o que Obama claramente quis dizer foi que um político americano não deveria ter que expressar fidelidade às ideias mais linha-dura relacionadas para a segurança de Israel ser considerado um apoiador de Israel." 
Os estudiosos de política externa dos EUA John Mearsheimer e Stephen Walt (da Universidade de Chicago e da Universidade de Harvard, respectivamente), concentrando-se quase exclusivamente em grupos judaicos, definem o núcleo do lobby para incluir o AIPAC, o Instituto de Política do Oriente Próximo de Washington, o Anti-Difamação Liga e Cristãos Unidos por Israel.  Outras organizações importantes que afirmam trabalhar para beneficiar Israel, em muitos casos influenciando a política externa dos EUA, incluem o Congresso Judaico Americano , a Organização Sionista da América, o Fórum de Política de Israel, o Comitê Judaico Americano, o Centro de Ação Religiosa do Judaísmo Reformista, Americanos para a Segurança da Israel, Americanos Amigos do Likud, Mercaz-USA e Hadassah.  Cinquenta e uma das maiores e mais importantes reuniões se reúnem na Conferência de Presidentes das Principais Organizações Judaicas Americanas, cuja missão autodescrita inclui "forjar diversos grupos em uma força unificada para o bem-estar de Israel" e trabalhar para "fortalecer e promover o relacionamento especial EUA-Israel." 
Stephen Zunes, em resposta a Mearsheimer e Walt, lista " Americanos pela Paz Agora, a Comunidade Tikkun, Brit Tzedek v'Shalom e o Fórum de Política de Israel " como organizações "pró-Israel" que, ao contrário das organizações de direita focadas defendidos por Mearsheimer e Walt, opõem-se "à ocupação, aos assentamentos, ao muro de separação e ao apoio incondicional de Washington às políticas israelenses ".  Estas organizações, no entanto, não são PACs e, portanto, como a AIPAC, estão proibidas pelos regulamentos de financiamento de campanha de apoiar financeiramente campanhas políticas de candidatos a cargos federais. 
John Mearsheimer e Stephen Walt afirmam em seu controverso best-seller, The Israel Lobby and US Foreign Policy, que o tom do componente de direita do lobby de Israel resulta da influência dos líderes dos dois principais grupos de lobby: AIPAC e a Conferência de presidentes das principais organizações judaicas americanas. Eles listam, como grupos de reflexão de direita associados ao lobby, o Instituto Washington para Políticas do Oriente Próximo , o Instituto Americano de Empresas e o Instituto Hudson.  Eles também afirmam que o grupo de vigilância da mídia Comitê para Precisão em Relatórios do Oriente Médio na América (CAMERA) faz parte do componente de direita do lobby. 
Em The Case for Peace (Um caso para a Paz) , Alan Dershowitz, também de Harvard, argumenta que os grupos pró-Israel mais direitistas nos Estados Unidos não são judeus, mas cristãos evangélicos. Dershowitz cita " tand for Israel, uma organização dedicada a mobilizar o apoio cristão evangélico para Israel" co-fundada pelo "ex- diretor executivo da Coalizão Cristã, Ralph Reed ".  Embora a retórica da maioria dos grupos como Stand for Israel seja semelhante à dos seus homólogos de base judaica, alguns indivíduos basearam o seu apoio em passagens bíblicas específicas, pelo que têm sido vulneráveis a críticas de israelitas e judeus dos EUA por terem "motivos ocultos ", como o cumprimento do "pré-requisito para a Segunda Vinda " ou ter "melhor acesso ao proselitismo entre os judeus". 
Em abril de 2008, a J Street foi criada, descrevendo-se como o único PAC federal "pró-paz, pró-Israel". A sua plataforma apoia explicitamente uma solução de dois estados.  O seu objectivo alegado é fornecer apoio político e financeiro aos candidatos a cargos federais de cidadãos dos EUA que acreditam que uma nova direcção na política dos EUA irá promover os interesses dos EUA no Médio Oriente e promover a verdadeira paz e segurança para Israel. Fundada pelo ex- conselheiro do presidente Bill Clinton, Jeremy Ben Ami, e pelo analista político Daniel Levy e apoiada por proeminentes políticos israelenses e oficiais de alto escalão, a J Street apoia políticos que favorecem soluções diplomáticas em detrimento das militares, inclusive com o Irã; abordagens multilaterais em vez de unilaterais para a resolução de conflitos; e o diálogo sobre o confronto com uma vasta gama de países e intervenientes. 

## Apoiadores do lobby
A despeito de majoritariamente composto por indivíduos de origem judaica, o lobby também inclui não judeus, sobretudo protestantes fundamentalistas, nos Estados Unidos e na Grã-Bretanha.
O apoio do fundamentalismo protestante ao sionismo se dá por conta de uma interpretação controvertida e forçada de profecias bíblicas. Algumas correntes evangélicas sustentam que Jesus Cristo voltará à Terra (é a famosa "Segunda Vinda") somente quando os judeus estiverem reunidos na Terra Santa. Como esses grupos supõem a iminência desse evento, eles apoiam "fundamentalisticamente"  os objetivos do sionismo internacional, pois isto supostamente "apressaria" a Segunda Vinda.
A ideia de um sionismo cristão circula já há mais de um século mas foi a partir da década de 1990 e do governo de George Bush, nos EUA, que se converteu em força política significativa, especialmente ao se aliar ao movimento neoconservador ("neocon"). A exegese evangélica fundamentalista afirma que profecias bíblicas apontam para o Milênio, que teria um "governo mundial", cujo centro seria em Jerusalém. Assim sendo, o  Estado de Israel  seria parte do "plano de Deus" e deve ser apoiado pelos cristãos.
Nos EUA, alguns influentes políticos e jornalistas são os principais porta-vozes dos interesses do sionismo. Destacam-se o ex-vice-presidente Dick Cheney; o ex-embaixador dos EUA na ONU, John Bolton; o ex-presidente do Banco Mundial, Paul Wolfowitz; e lobistas como Richard Armitage; Elliott Abrams; Richard Perle, entre outros. Entre os jornalistas, estão William Safire, A.M. Rosenthal, David Brooks e Thomas Friedman, do The New York Times, e Robert Kagan e Charles Krauthammer, do Washington Post.

## Críticos do lobby
Nos EUA, são críticos importantes do lobby o ex-presidente Jimmy Carter, autor de Palestina: Paz, Sim. Apartheid, Não ; o embaixador Charles Freeman; Norman Finkelstein, autor de A Indústria do Holocausto; e os professores John J. Mearsheimer e Stephen M. Walt, autores de The Israel Lobby and U.S. Foreign Policy  ("O lobby israelense e a política externa dos Estados Unidos"). Na França, destaca-se o filósofo Roger Garaudy, autor do opúsculo antissionista The Founding myths of modern Israel. Na Inglaterra, o historiador Ilan Pappé, autor de Ethnic Cleansing in Palestine ("Limpeza étnica na Palestina"), que conta a trágica história de expulsão, assassinatos e brutalidades cometidos por organizações terroristas sionistas, como o Irgun, o Haganah e a Gang Stern, contra a população palestina, na época de criação do Estado de Israel (1947/1948).
Segundo o professor Mearsheimer, está ficando cada vez mais difícil sustentar, de maneira convincente, o argumento de que qualquer quem critica o lobby israelense ou o Estado de Israel é antissemita ou é um judeu que odeia a si próprio. Com a crescente insatisfação do público norte-americano diante das operações de guerra empreendidas por Israel no Oriente Médio e após a publicação do livro de Jimmy Carter Palestina: Paz, Sim. Apartheid, Não, ficou um pouco mais fácil fazer críticas a Israel com liberdade.
A Neturei Karta, uma ativa organização judaica que  se opõe ao sionismo por considerá-lo contrário aos preceitos do judaísmo,  também critica a atuação do lobby sionista. No seu website, a organização refere-se aos "vultosos recursos que o lobby sionista investiu para destruir carreiras de políticos  dos Estados Unidos que tivessem manifestado reservas acerca da subserviência desta nação a Israel."